# 七十二变
七十二變是古典神魔小说中的變身法術，与三十六变相配套，在宋明時期民間早有流傳，後來多作為成語使用，意指“變化多端的策略、手法和方法”。

## 《西游记》中的七十二变
七十二變是《西游记》中孫悟空的得意變身法術，但書中并无详细叙述。孫悟空學習七十二變的機緣是為了躲避500年後陸續到來的「三災利害」劫難，於是求教於其師須菩提祖師，《西遊記》中是这样写的：
| 祖师说：“也罢，你要学那一般？有一般天罡数，该三十六般变化；有一般地煞数，该七十二般变化。” 悟空道：“弟子愿多裡捞摸，学一个地煞变化罢。” 祖师道：“既如此，上前来，传与你口诀。” 遂附耳低言，不知说了些什么妙法。这猴王也是他一窍通时百窍通，当时习了口诀，自修自炼，将七十二般变化都学成了。 ──《西遊記》第二回 |

除了孙悟空，书中的二郎神、大力牛魔王亦会72变。而豬悟能会天罡36般變化。

## 《历代神仙演义》中的七十二术
後來經過清朝徐道整理後編撰《歷代神仙通鑑》，上卷天罡三十六法：探笈中玉函，出書三卷，金簡丹書，雲文雷篆，每條下分注神符靈咒，作用之道。

地煞七十二术：
| 通幽、驅神、擔山、禁水、借風、佈霧、祈晴、禱雨、坐火、入水、 掩日、御風、煑石、吐焰、吞刀、壺天、神行、履水、杖解、分身、 隱形、續頭、定身、斬妖、請仙、追魂、攝魂、招雲、取月、搬運、 嫁夢、支離、寄杖、斷流、禳災、解厄、黃白、劍術、射覆、土行、 星數、布陣、假形、噴化、指化、屍解、移景、招來、逐去、聚獸、 調禽、炁禁、大力、透石、生光、障眼、導引、服食、開壁、躍岩、 萌頭、登杪、喝水、臥雪、暴日、弄丸、符水、醫藥、知時、識地、 辟穀、魘禱。 |

天罡三十六法：
| 斡旋造化、顛倒陰陽、移星換斗、迴天返日、 喚雨呼風、振山撼地、駕霧騰雲、劃江成陸、 縱地金光、翻江攪海、指地成鋼、五行大遁、 六甲奇門、逆知未來、鞭山移石、起死回生、 飛身托跡、九息服氣、導出元陽、降龍伏虎、 補天浴日、推山填海、指石成金、正立無影、 胎化易形、大小如意、花開頃刻、游神御氣、 隔垣洞見、迴風返火、掌握五雷、潛淵縮地、 飛砂走石、挾山超海、撒豆成兵、釘頭七箭。 |

其中天罡三十六法勝過地煞七十二术，第三回中玉晨評價：「百八小法，幸有破制。地煞破之甚易，天罡制之略難」

## 八九玄功
八九玄功出现在《封神演义》《锋剑春秋》《薛丁山征西》《蜀山剑侠传》中。在《封神演义》玉虚宫十二上仙的弟子中，唯一会变化的只有杨戬（玉鼎真人的徒弟）。这也是杨戬所立下功劳超出其他同辈师兄弟的原因之一。书中形容他变化时，采用“八九玄功”一词，暗含“八九七十二”之意。

## 《三遂平妖傳（四十回本）》中的天罡與地煞神通
《三遂平妖傳》（四十回本），白猿从天宮将记载一百零八樣變化之法的如意册盗走，让猿猴猢狲们分别将三十六天罡大變法、七十二地煞小變法刻于白云洞两侧石壁。之后被人偷学，书中对学成七十二變化的描述：
| 光陰似箭，看看三年將滿。婆子等三個，把七十二般道法，俱已練成。且說神通變化，大略如何？但見： 上可梯雲，下能縮地。手指處，山開壁裂；氣呵時，石走沙飛。匿形換貌，儘叫當面糊塗；攝鬼招魂，任意虛空役使。豆人草馬，戰陣下來八面威風。紙虎帶蛇，患難時弄出一樁靈怪。風雲雷雨隨時用，水火刀槍不敢傷。開山仙姥神通大，混世魔王法術高。 ──《三遂平妖傳》第十三回 閉東莊楊春點金 築法壇聖姑煉法 |

而天罡變化更勝于地煞變化。